# New York Egyetem
A New York Egyetem (angolul: New York University, röviden NYU) egy ideológiától és vallástól független amerikai magánegyetem New York városában, Greenwich Village-ben. Az 1831-ben alapított egyetem tagja az Association of American Universities szervezetnek, amihez a legtekintélyesebb észak-amerikai egyetemek tartoznak.
Az egyetemnek 36 Nobel-díjasa, 4 Abel-díjasa, 16 Pulitzer-díjasa, és több mint 30 Oscar-díjasa van. A College Board statisztikái szerint külföldiek által az interneten legkeresettebb amerikai egyetem, míg Facebook oldala az egyik legtöbbet kedvelt egyetemi oldal Amerikában. 45 000 diák jár az NYU-ra, így az Egyesült Államok egyik legnagyobb privát nonprofit egyeteme. Albert Gallatin, aki Thomas Jefferson és James Madison elnökök alatt az USA pénzügyminisztere volt, az egyetem első elnökeként szolgált annak alapításakor. Az NYU egyike volt az első 12 egyetemnek, ahol megjelent a Facebook 2004-ben. 2014-ben költségvetése 3,5 milliárd dollárnak felelt meg, így az Egyesült Államok 19., míg a világ 28. leggazdagabb egyetemének számított.
2015-ben, Pharrel Williams lett a művészi kar egyetemen tartózkodó rezidense.

## Története
James Madison, az USA korábbi elnöke és Albert Gallatin, a Thomas Jefferson kormány volt pénzügyminisztere kezdeményezésére indult el a gyorsan növekvő New Yorkban egy racionális és gyakorlati képzést nyújtó egyetem létrehozása. 1830-ban a városházán egy háromnapos irodalmi és tudományos összejövetelre több mint száz meghívott gyűlt össze, hogy megvitassák az egyetem megalapításának feltételeit. Egy olyan egyetemet képzeltek el, ahol nem származási, hanem érdemi alapon kaphattak képzést a diákok. Miközben nem felekezeti egyetemként eltért a gyarmati egyetemektől, nem csak klasszikus és teológia tárgyakat oktatott. Alapítása az episzkopálisok reakciója volt az általuk evangélikus, presbiteriánusnak tartott Columbia Egyetemre. 1894-ben az egyetem a város Bronx kerületében bővült egy új campusszal. Eközben az alapítás óta központi Washington Square campus szerepe megváltozott azt követően, hogy az egyetemi képzések többségét az adminisztrációval együtt áthelyezték. A '60-as évek végén ez egyetem közel állt a csődhöz, így 1973-ban el is adták a bronxi campus-t és visszaköltöztették az összes képzést. Az egyetem ugyanakkor a műszaki kart (Polytechnic School of Engineering) is el kellett hogy adja, amely az országban a harmadik legrégebbi, hét évvel az MIT előtt jött létre. A műszaki kar sikeresen visszakerült az egyetemhez 2014-ben. Az egyetem az elmúlt negyven évben jelentősen átalakult, így ma az elismertsége is más, mint egykor volt. Szoros verseny folyik a New York Egyetem és a Columbia Egyetem közt, főleg a jogi karok között. Ebben hasonlóan erősek, de a New York Egyetem az elmúlt években jobban teljesített. Mindkét egyetem sport csapata az elmúlt években meggyengült.

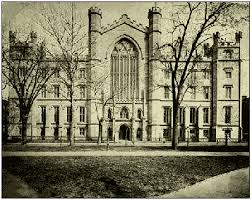
A NYU alapításkori épülete a Washington Square-en, 1850
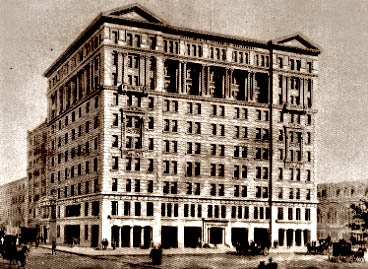
A Silver Center a Washington Square-en (1900 körül), mely 1892-től az egyetem főépületeként szolgált, jelenleg az egyetemhez tartozó College of Arts and Science otthona
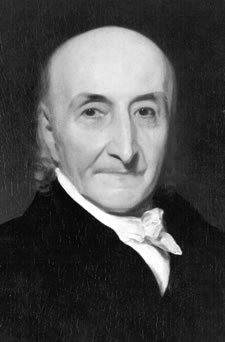
Albert Gallatin (1761-1849), az egyetem alapító elnöke

## Helyszínek és fontos épületek

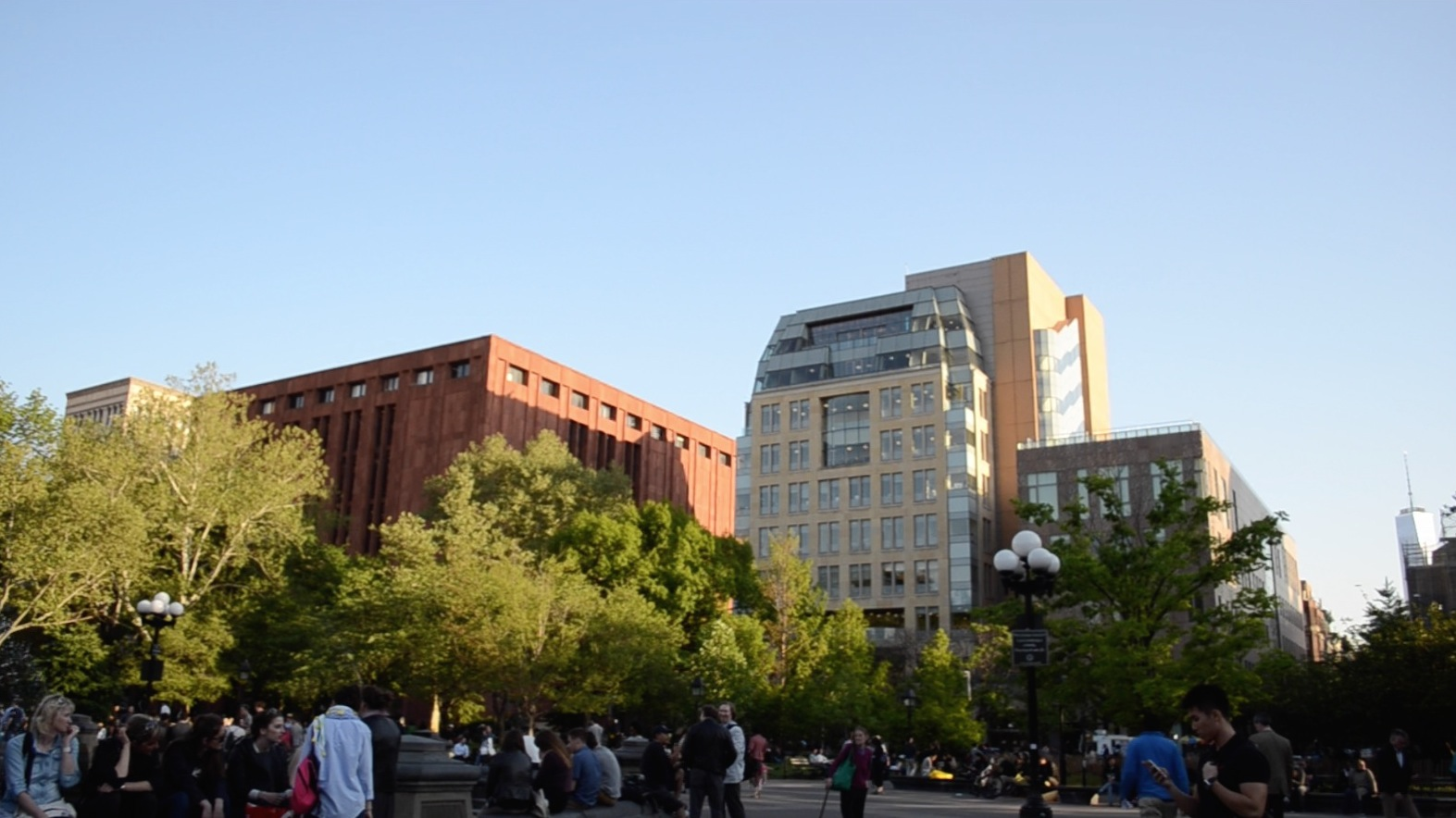
Bobst könyvtár (bal) és a Kimmel Központ (jobb)

Az egyetem a Washington Square Parkot veszi körül. A Washington Square Park nem tartozik az egyetemhez, azonban a legtöbb épület az egyetemé, így többnyire NYU-diákok járnak a parkba. Itt található az Elmer Holmes Bobst után nevezett 12 emeletes, csaknem 40 ezer négyzetméteres egyetemi könyvtár (Bobst könyvtár), amely az egyik legnagyobb egész Amerikában, és 1973-ban épült meg. A gyűjtemény 3,3 millió könyvből, és 3,5 millió mikrofilmből áll. Azonban a Bobst könyvtár csak egyike az egyetem 9 könyvtárának. Az egyetem fő épülete a Silver Center (magyarul: Ezüst Központ). John William Draper 1840-ben itt készítette az első fényképét Amerikában. Emellett a távírót és a revolvert is ebben az épületben találták fel. 1892-ben épült meg az Old Building helyén, ami az egyetem első épülete volt, de mindössze hatvan évig szolgálta. Az egy utcával arrébb elhelyezkedő Washington Mews-on belül található a La Maison Française, Deutsches Haus és Glucksman Ireland House. Az elmúlt néhány évben Sanghajban és Abu Dzabiban kisebb camapuszokkal bővült az egyetem (NYU Shanghai, NYU Abu Dhabi). A Kimmel Központ, amely 2003-ban épült, az egyetemi tevékenységek központja. A Skirball Centrum, az egyetem legnagyobb előadótereme, a 42. utcától délre található, befogadóképessége 860 fő. A Wunsch Building, a Bern Dibner könyvtár, és a Jacobs Academic Building a műszaki karnak jellegzetes épületei.

### Külföldön
A NYU 14 campust működtet Afrika, Ázsia és a Közel-keleti térségben.
Nyári iskolákat működtet a következő helyszíneken: New York City, Firenze, London, Párizs, Prága, Berlin, Accra, Madrid, Shanghai, Buenos Aires, Tel Aviv, Abu Dhabi, Sydney, és Washington, D.C. Singapore: Tisch School of the Arts (Tisch Művészeti Iskola) 2007-ben alakult

## Felvételi skála és egyetemi profil
Elismertsége miatt az NYU-ra felvett diákok aránya évről évre csökken. 2015-ben 60 322 jelentkezés érkezett az egyetem kevesebb mint 6000 helyére. A jelentkezők ACT vagy SAT vizsgát tesznek a jelentkezés részeként. A 2015-ben felvett diákok, akik ACT eredménnyel jelentkeztek, átlagosan 31 pontot értek el a lehetséges 36-ból, vagyis a top három százalékban teljesítettek. Akik SAT eredménnyel jelentkeztek, átlagosan 2030-at értek el a lehetséges 2400-ból, ami a top hat százaléknak felel meg. Az Abu-Dzabiban levő egyetemi kar, az NYU Abu Dhabi, 2010-ben a jelentkezőknek csupán 2,1 százalékát vette fel. Az egyetem diák-tanár aránya 6,8 az egyhez, az egyik legalacsonyabb a világon. A Princeton Review szerint az NYU az ország harmadik számú „álomegyeteme”, a Harvard mögött egy helyezéssel. Ellenkezőleg, négy éven keresztül, 2003 és 2007 között, a New York Egyetem Amerikának az első számú „álomegyeteme” volt. Az Unigo az elsőszámú új Ivy League-nek nevezte a legutóbbi "The New Ivies" listáján az egyetemet. A New York Egyetemre jelentkezők száma egy év alatt több mint 15 ezerrel nőtt, ami Amerikában a legdrasztikusabb változás volt.

## Nemzetközi rangsorolás

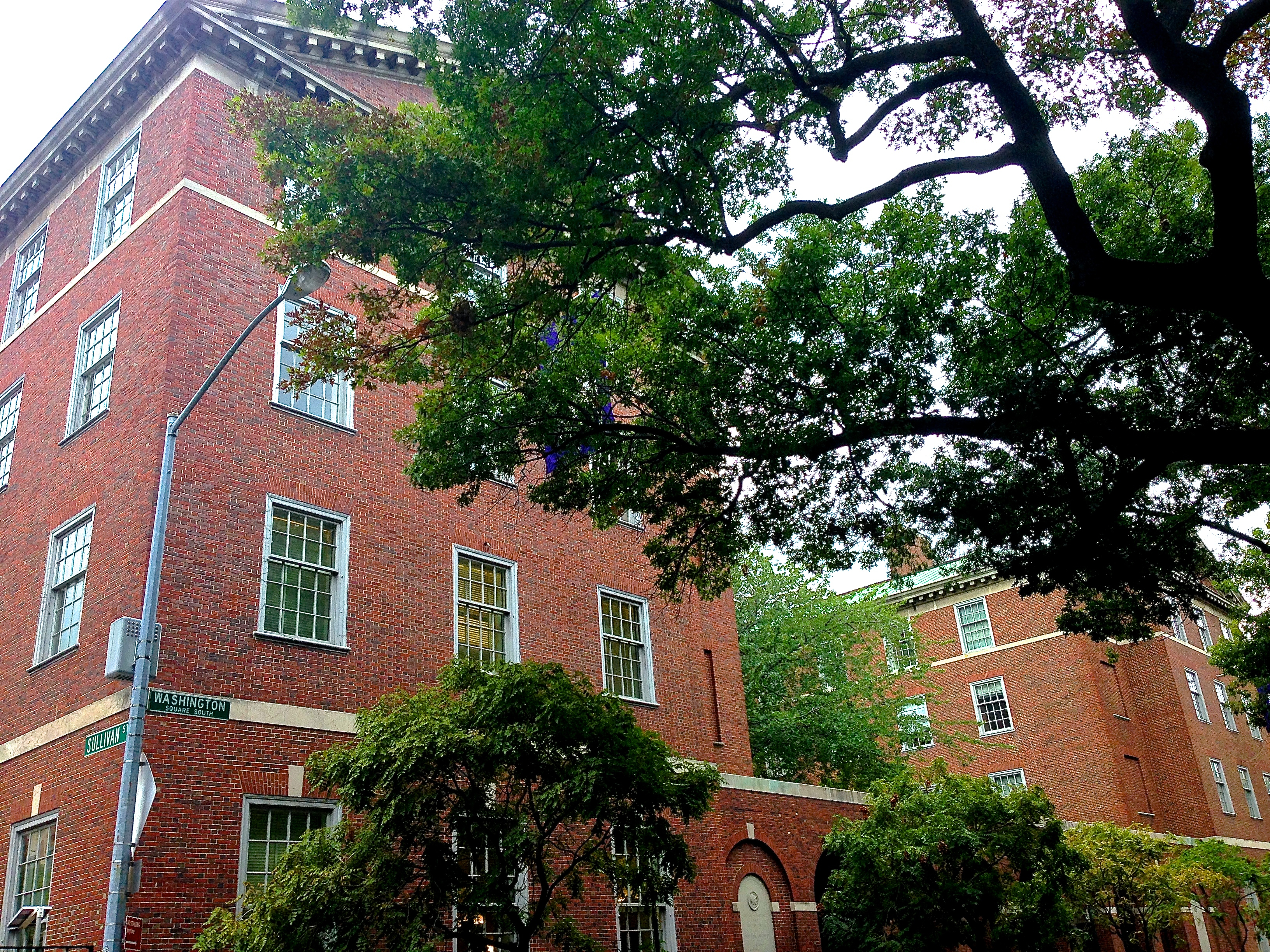
Vanderbilt Hall

| (CWUR) Center for World University Rankings 2022–23        | 23 |
| (THE) Times Higher Education World Ranking 2023            | 24 |
| (THE) Times Higher Education US College Rankings 2022      | 26 |
| (THE) Times Higher Education World Reputation Ranking 2023 | 27 |
| (ARWU) Academic Ranking of World Universities 2022         | 25 |
| (THE) Humanities Ranking 2023                              | 16 |
| (THE) Social Sciences Ranking 2023                         | 25 |
| Business Insider                                           | 15 |
| (QS) Philosophy Ranking 2022                               | 1  |
| (QS) Economics Ranking 2022                                | 11 |
| (QS) Law Ranking 2022                                      | 6  |
| (QS) Mathematics Ranking 2022                              | 8  |
| (QS) World University Ranking 2023                         | 39 |

## Lobogó és szokások

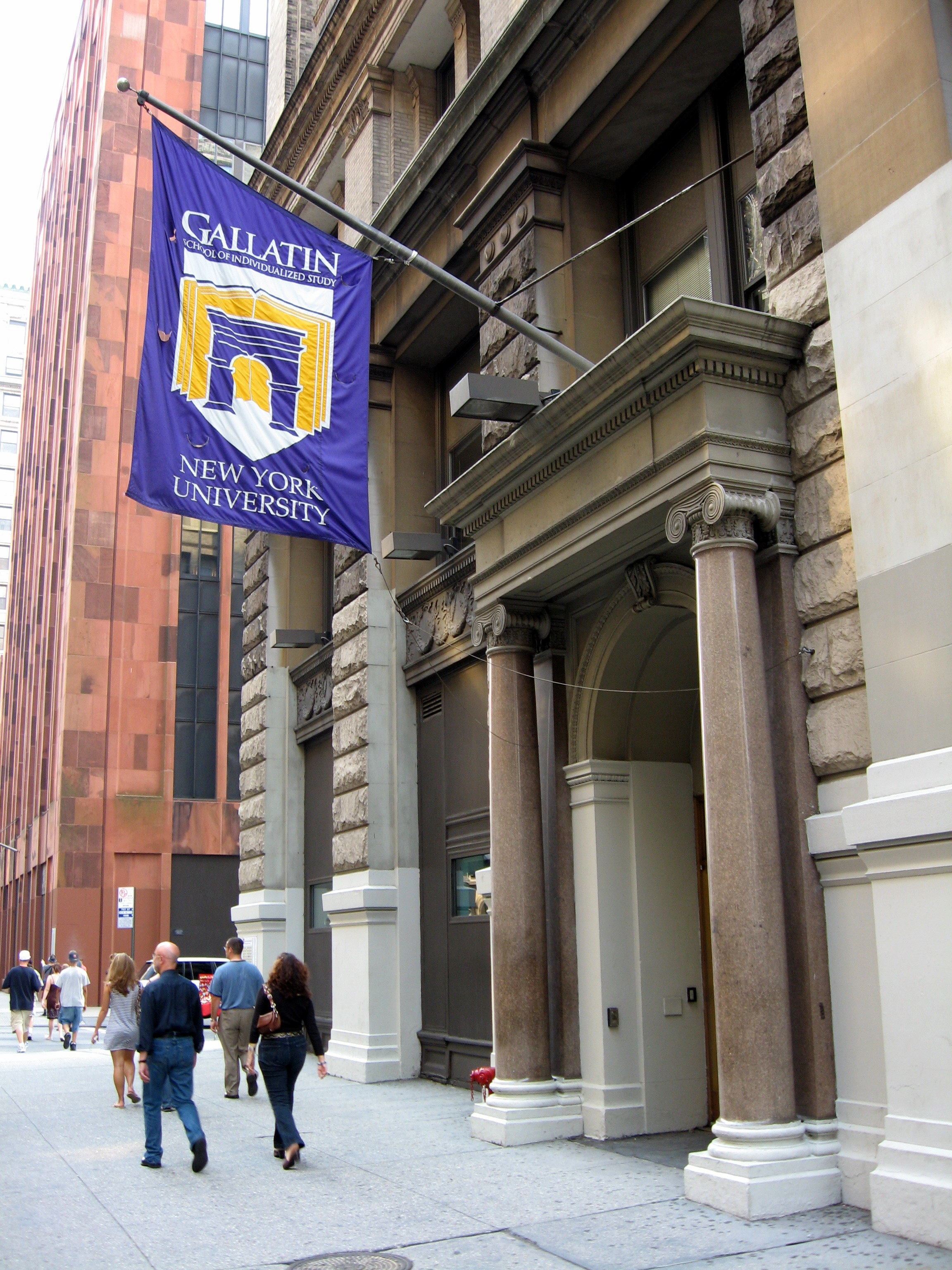
Egyetemi lobogó az egyetemhez tartozó épületen

A legtöbb egyetemi épületet egyetemi lobogó díszíti, így egyaránt könnyen megismerhetőek a Washington Square Parktól távolabb lévő egyetemi kollégiumok a diákok és turisták számára. A lobogókon látható a New York Egyetem jól ismert angol rövidítése: NYU. A fáklya azt szimbolizálja, hogy az egyetem a metropolisz, vagyis New York város szolgálatában áll. Évente a diplomaosztás alkalmából New York legismertebb ikonja, az Empire State Building, lilában világít az egyetemen újonnan végzettek tiszteletére. 2010-ben átalakították a Washington Square Parkot, aminek következtében kapacitása csökkent. Az egyetemi szenátus úgy döntött, a jövőben a Yankee Stadiumban tartják az egyetemi diplomaosztást, amelyet minden korábbi évben a parkban tartottak.

## Sport

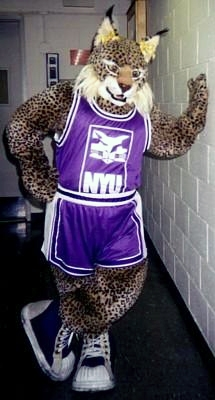
Bobcat, az NYU kabalaállata

Csapatainak beceneve az ‘NYU Violets’ (NYU Ibolyák). 1981 óta az egyetem kabalaállata a hiúz, angolul bobcat, amely egy betűszó: Bobst Library computerized catalog (Bobst könyvtár számítógépes katalógus rendszere). Az egyetem kosárlabda csapata előzőleg az NCAA (Országos Főiskolai Atlétikai Szövetség) első osztályában vett részt, de 1983 óta az egyetem minden csapata a harmadik osztályban versenyez. Az atlétika egyik központja a Coles Sports and Recreation Center, a másik a Palladium Athletic Facility. Nemcsak az egyetemet képviselő csapatokban vehetnek részt diákok, hanem az egyetemen belüli csapatokban is. Az egyetem baseball csapata 41 évig megszűnt, azonban 2015-ben újra játszani kezdett, és jelentős sikereket ért el.

## Közlekedés és biztonsági szervezet

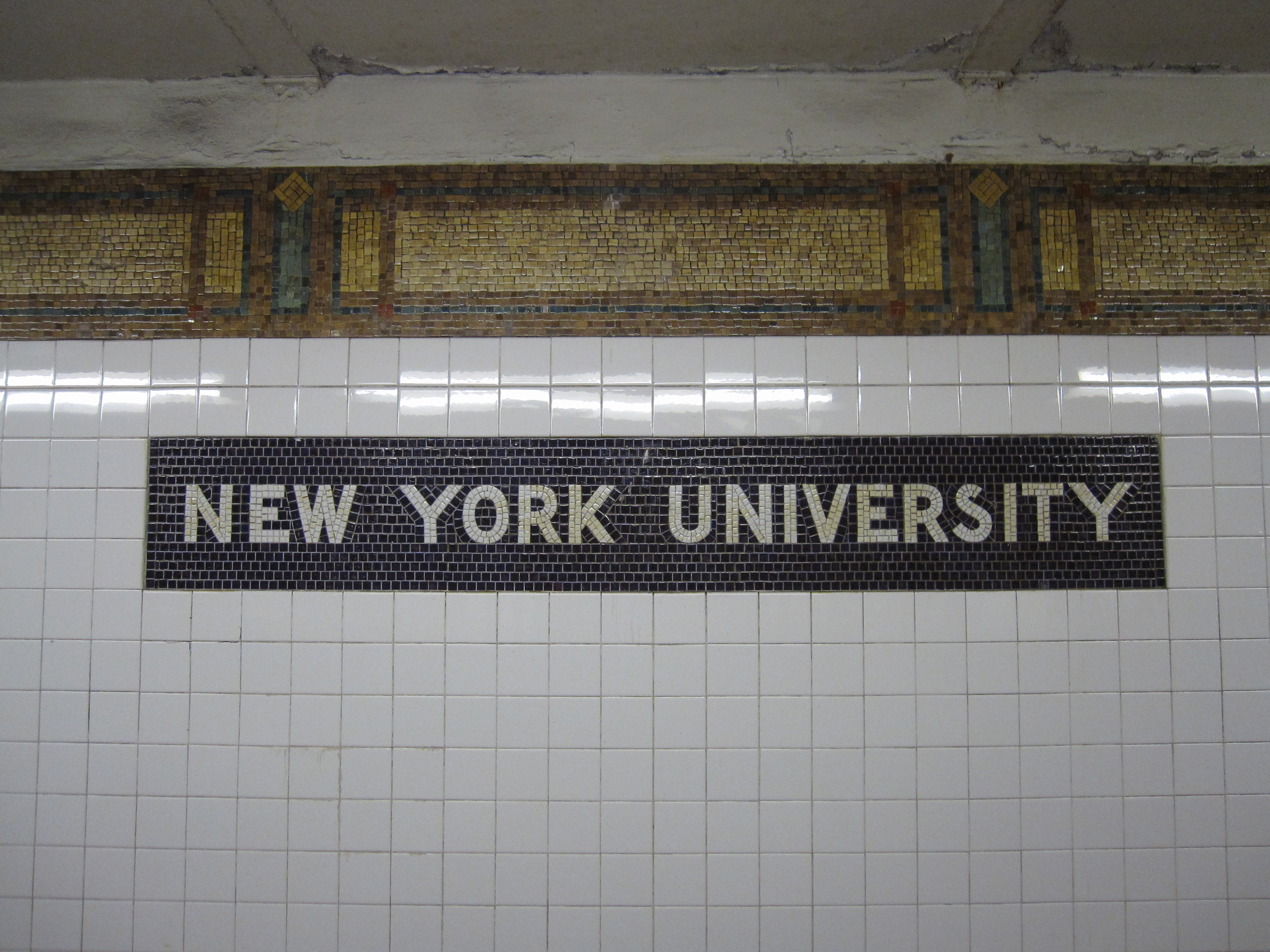
NYU megálló

Nem minden diák számára közelíthető meg az egyetem gyalog; sokan bérelnek lakást a campuszon kívül, és van aki messzebbről jár be. A távolabbi épületek könnyebben megközelíthetőek egyetemi busszal, amelyek menetrend szerint járnak több útvonalon. A Brooklyn-i műszaki karhoz tartozik kollégium is, azonban az egyetemi, menetrend szerinti buszjárat összeköttetést biztosít az egyetem többi részével, így a közlekedés kiszámítható és ingyenes. Az egyetem metrómegállóval is rendelkezik, tehát New York bármely részéről könnyen megközelíthető. Minibuszok állnak a diákok rendelkezésére, amelyek akár hajnalig szállítják a későig tanulókat a campuszon belül, megóvva őket az éjjeli közlekedés veszélyeitől. Az egyetem külön biztonsági szervezete a Department of Public Safety. Járőrszolgálattal gondoskodnak az egyetem biztonságáról, és ugyanezt a funkciót látják el az egyetem összes épületben.

## Karok

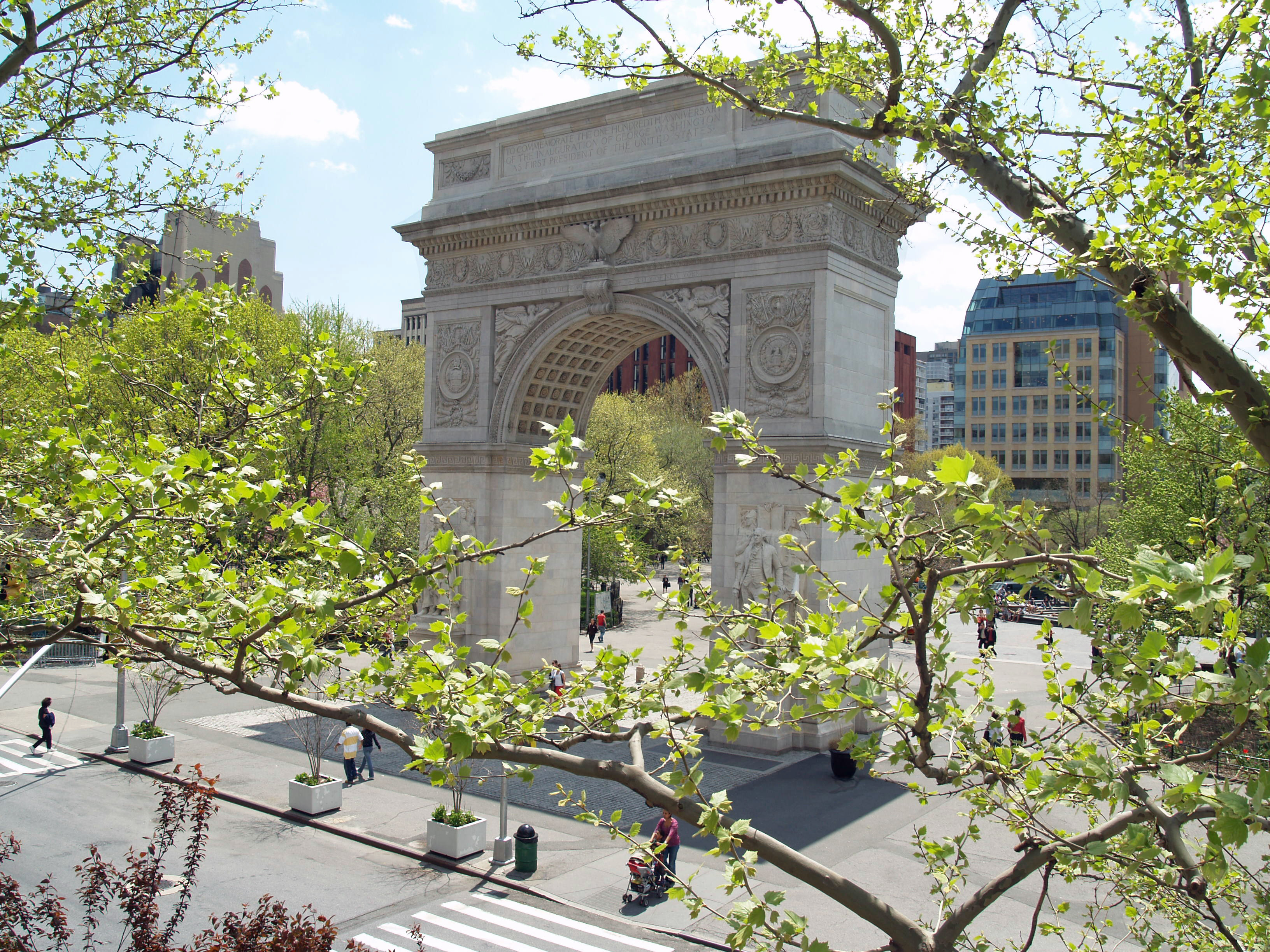
Washington Square Park

• College of Arts and Science (Művészetek és tudomány kollégiuma)
• Graduate School of Arts and Science (Felsőfokú művészeti és tudomány iskola)
• Liberal Studies (Liberális tanulmányok)
• The Center for Urban Science and Progress (Urbánus tudományok és fejlődés)
• College of Dentistry (Fogorvosi kollégium)
• College of Nursing (Ápolástani kollégium)
• Courant Institute of Mathematical Sciences (Matematikai tudományok intézete)
• Gallatin School of Individual Study (Individuális tanulmányok)
• Global Institute of Public Health (Közegészségügy)
• Institute of Fine Arts (Szépművészeti intézet)
• Institute for the Study of the Ancient World (Ókori világi tanulmányok)
• Leonard N. Stern School of Business (Business iskola)

• NYU Abu Dhabi
• NYU Shanghai

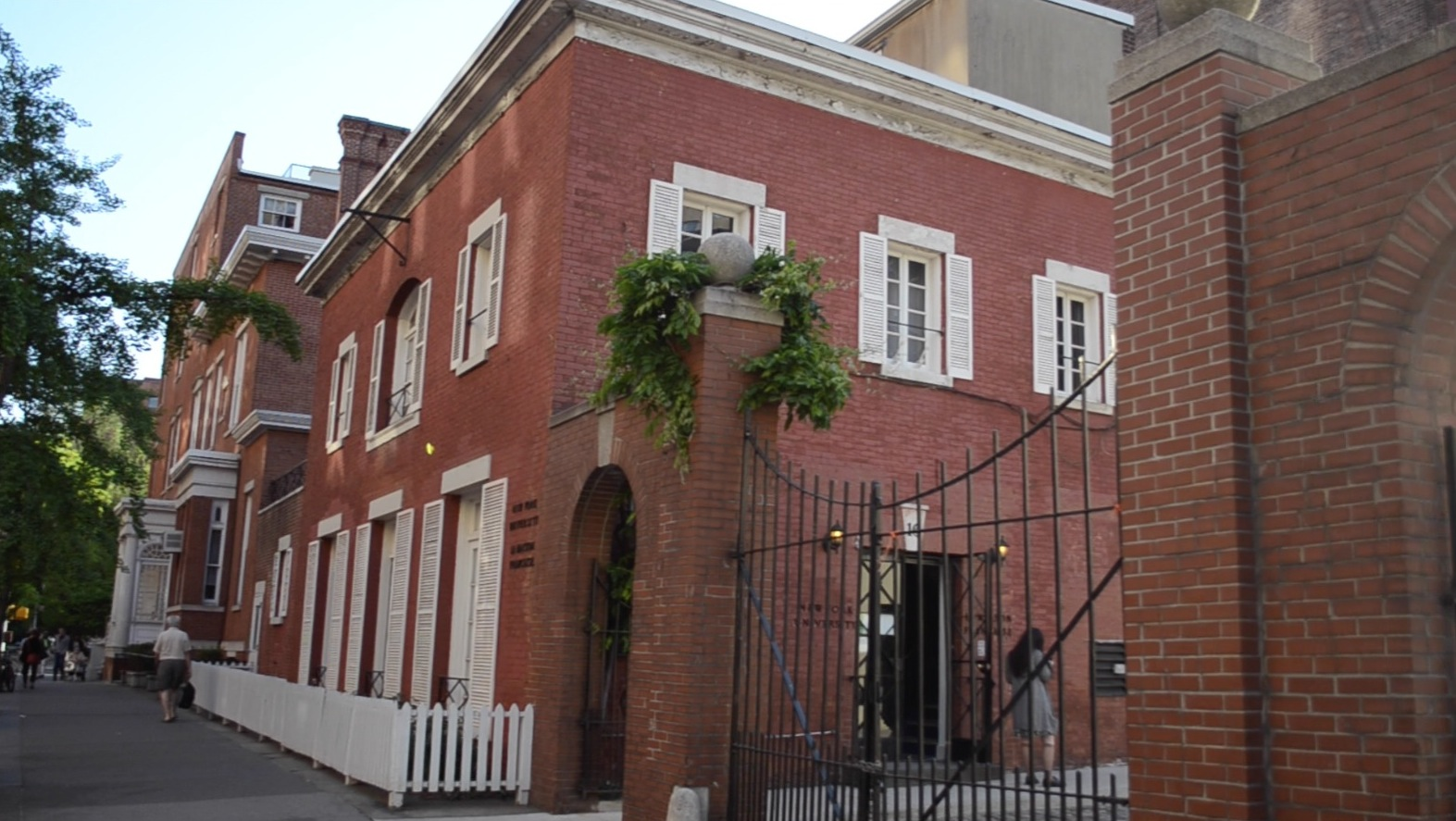
La Maison Française

• Polytechnic School of Engineering (Műszaki tudományok)
• Robert F. Wagner Graduate School of Public Service (Közszolgálat)
• NYU School of Professional Studies (Professzionális tanulmányok, reál és humán tudományok)
• NYU School of Law (Jogi iskola)
• School of Medicine (Orvostudományok)
• Silver School of Social Work (Szociális munka)
• Steinhardt School of Culture, Education, and Human Development (Kultúra, pedagógia)
• Tisch School of the Arts (Művészeti iskola)

## Más statisztikák
| College Magazine - Most Powerful Alumni Networks                     | 3 |
| ABC News - Wealthiest Alumni                                         | 5 |
| The Atlantic - Colleges That Will Most Likely Make you a Billionaire | 4 |

Az ABC News szerint, az egyetem legjobban kereső egykori diákjainak kombinált vagyona 2013-ban meghaladta a 110 milliárd $-t. A „The Atlantic” amerikai magazin szerint az egyetem összesen 17 egykori diákja milliárdos, így 4-ik a listáján, míg más neves intézmények, mint a Yale Egyetem és a Cambridge-i Egyetem, a 9. és 10. helyet foglalják el a listán. Egy másik besorolás szerint, amely ismét a volt diákok elért vagyona alapján hasonlítja össze az egyetemeket, a New York Egyetem ötödikként szerepelt, míg a Princetoni Egyetem, a Cambridge-i Egyetem és az Oxfordi Egyetem a 10., valamint 16. és 19. helyet foglalják el. Ezeket az eredményeket az egyetem a kimagaslóan erős gazdasági, jogi, és képzőművészeti karjainak köszönheti. A „College Magazin” szerint az egyetemnek Amerikában a harmadik legbefolyásosabb alumni hálózata van, a Stanford és Harvard után. 2014-ben több mint 11 ezer külföldi hallgatója volt az egyetemnek, bele nem számítva a külföldi oktatókat.

## Magyar vonatkozások
1. Lax Péter a Courant Matematikai Tudományok Intézetének volt igazgatója és professzora, Abel-díjas matematikus
2. Pach János
3. Buzsáki György Archiválva 2014. március 18-i dátummal a Wayback Machine-ben
4. Soros Pál
5. Sántha László

## Kollégiumok
Több mint 11 ezer diáknak biztosít az egyetem szállást, így a hetedik legnagyobb kollégiumi rendszerrel rendelkezik Amerikában. New Yorkban 23 különböző épületet működtet az egyetem kollégiumként. Közülük vannak egykori szállodák, mint a Brittany Hall, amelyet többször is átalakítottak és felújítottak, legutóbb 2012-ben. A Weinstein kollégiumban a 712-es szobából alapította a Def Jam-et Rick Rubin, egy egykori diák, amely mára a világ egyik legsikeresebb lemezkiadó vállalata. 2014-ben visszatért meglátogatni az egyetemet egy Rolling Stone stábbal akik dokumentálták az eseményt. A kollégiumok többsége a Washington Square és a Union Square környékén található. A 26-emeletes Founders Hall nemcsak a legmagasabb egyetemi épület a campuszon, hanem a Huffington Post szerint Amerikában a 9. "legmenőbb" kollégium. Az egyetem továbbá számos lakással is rendelkezik Washington Square Villageben és Stuyvesant Townban, amelyeket graduális képzésben résztvevő diákoknak adnak ki.

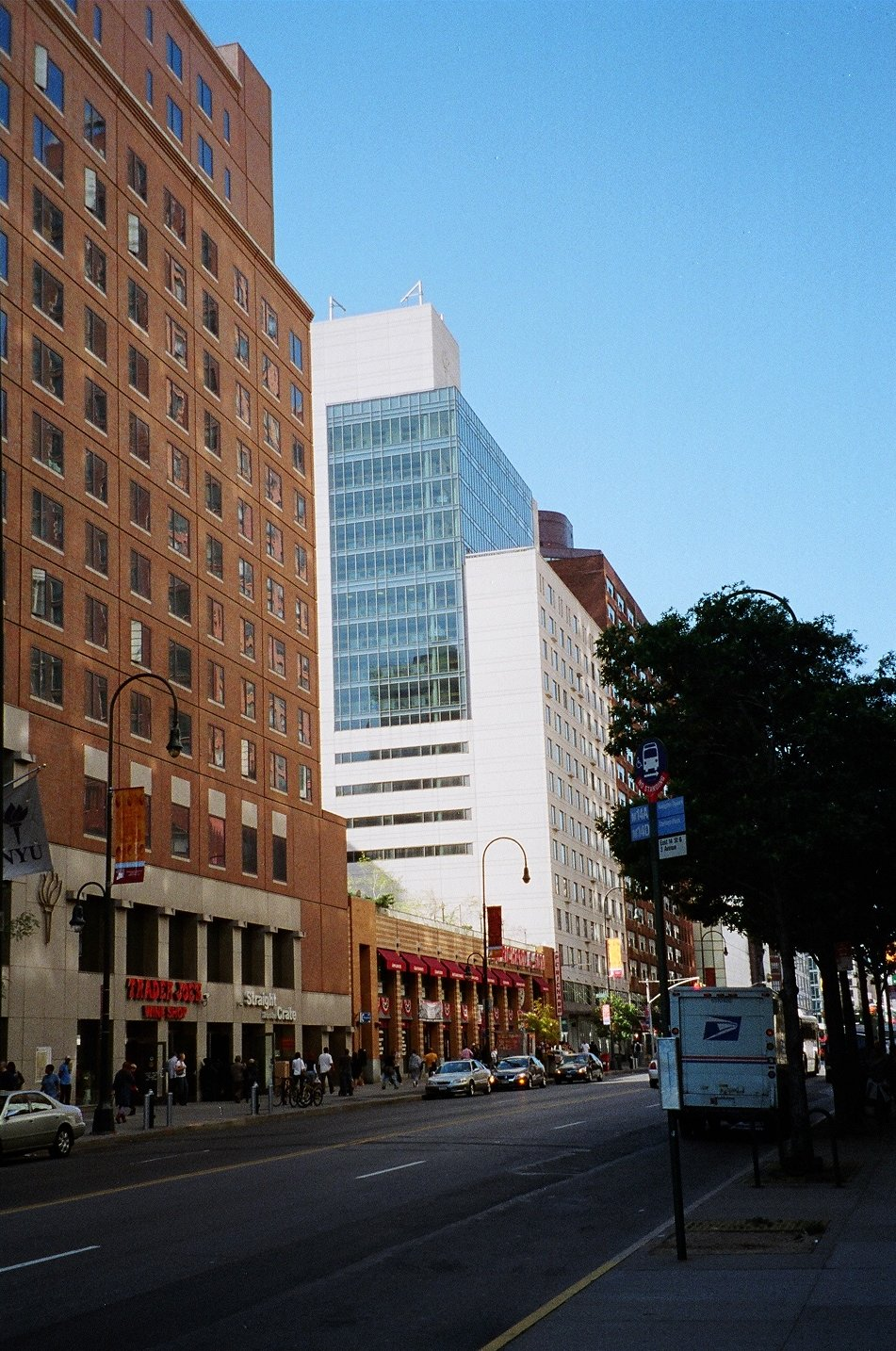
Palladium Hall (téglaszínű) és a University Hall (fehér)

- Alumni Hall (33 Third Avenue; férőhely: 452 diák)
- Brittany Hall (55 East 10th Street; férőhely: 566 diák)
- Broome Street (400 Broome Street; férőhely: 353 diák)
- Carlyle Court (25 Union Square West; férőhely: 736 diák)
- Coral Towers (129 Third Avenue; férőhely: 410 diák)
- Founders Hall (120 East 12th Street; férőhely: 700 diák)
- Goddard Hall (79 Washington Square East; férőhely: 212 diák)
- Grammercy Green (23rd Street and 3rd Avenue; férőhely: 925 diák)
- Greenwich Hotel (636 Greenwich Street; férőhely: 314 diák)
- Hayden Hall (33 Washington Square West; férőhely: 674 diák)
- Lafayette Hall (80 Lafayette Street; férőhely: 1062 diák)
- Palladium Hall (140 East 14th Street; férőhely: 900 diák)
- Rubin Hall (35 Fifth Avenue; férőhely: 688 diák)
- Second Street (1 East Second Street; férőhely: 282 diák)
- Seventh Street (40 East Seventh Street; férőhely: 82 diák)
- Third Avenue North (75 Third Avenue; férőhely: 952 diák)
- 13th Street (47 West 13th Street; férőhely: 180 diák)
- 26th Street (334 East 26th Street; férőhely: 528 diák)
- University Court (334 East 25th Street; férőhely: 135 diák)
- University Hall (110 East 14th Street; férőhely: 603 diák)
- Weinstein Hall (5-11 University Place; férőhely: 544 diák)

## Nobel-díjasai

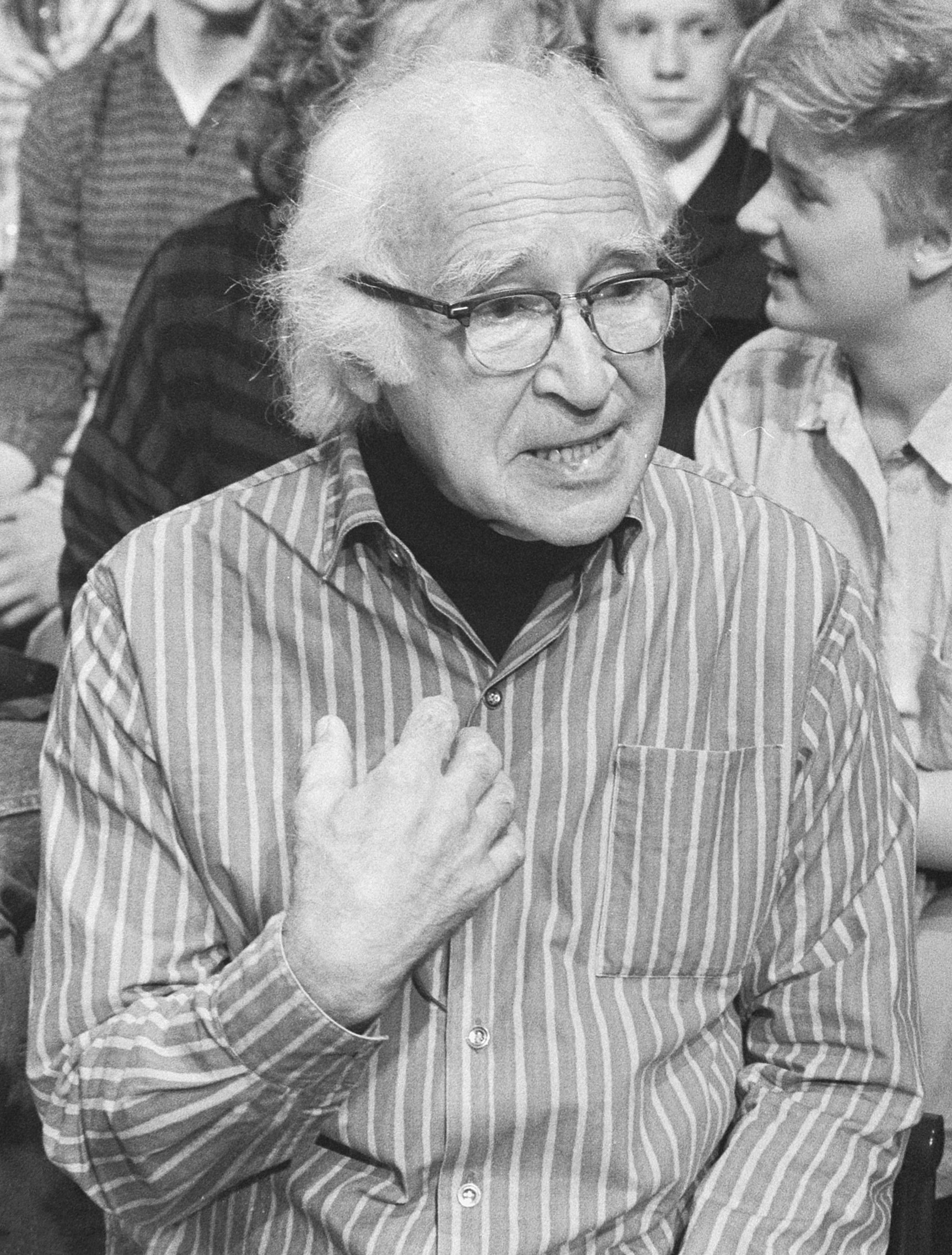
George Wald

## Nobel-díjasai[2]

### Az egyetemen végzettek
1. Clifford Shull (fizikai)
2. Frederick Reines (fizikai)
3. Martin Lewis Perl (fizikai)
4. Eric R. Kandel (orvosi és fiziológiai)
5. George Wald (orvosi és fiziológiai)
6. Gertrude B. Elion (orvosi és fiziológiai)
7. Julius Axelrod (orvosi és fiziológiai)

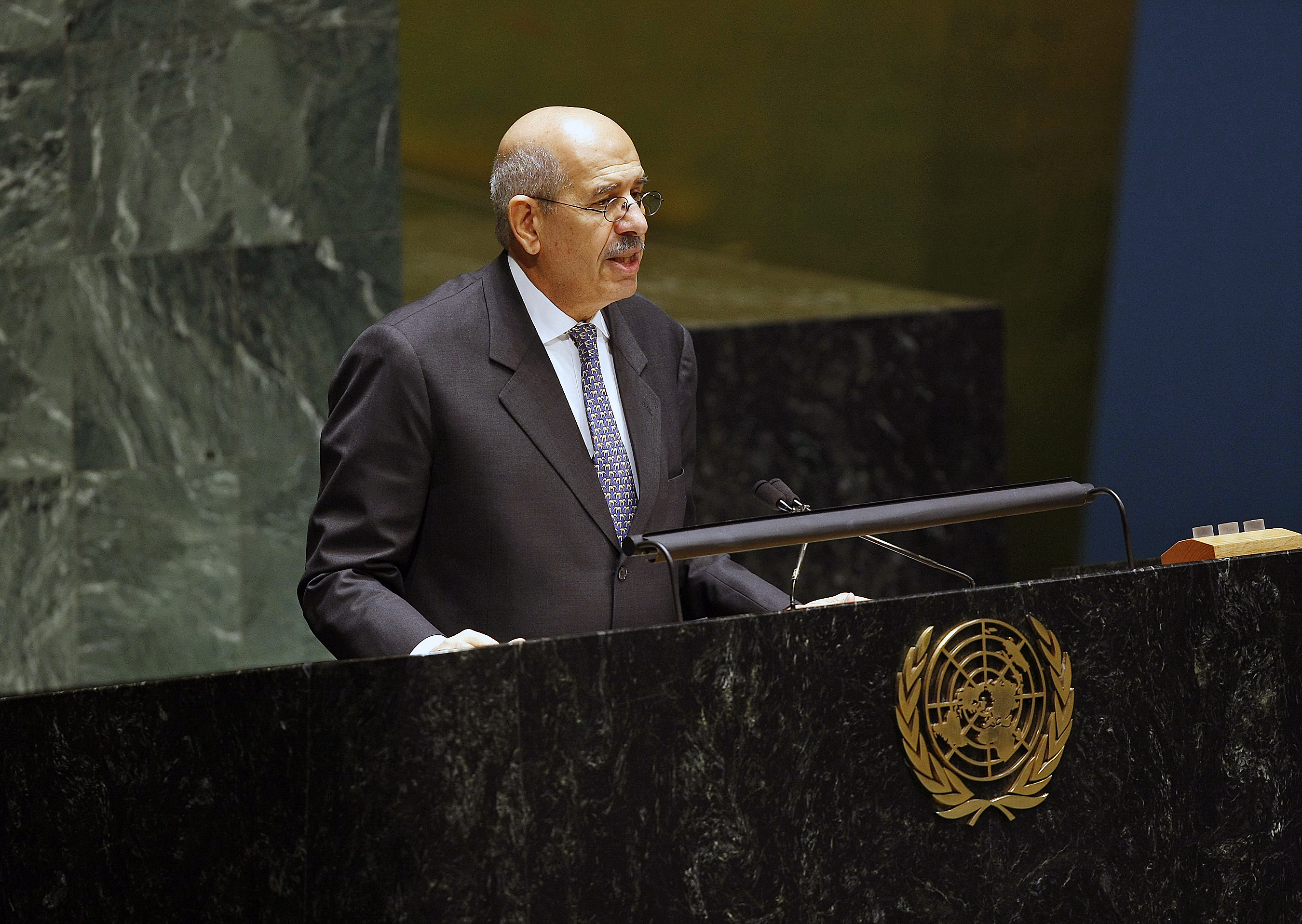
Mohamed ElBaradei

8. Elihu Root (béke)
9. Mohammed el-Barádei (béke)

### Résztvevő vagy kutató
1. Irwin Rose (kémia)
2. Francis Crick (orvosi és fiziológiai)
3. Rosalyn Yalow (orvosi és fiziológiai)
4. Arthur Kornberg (orvosi és fiziológiai)
5. George Palade (orvosi és fiziológiai)
6. Friedrich August von Hayek (közgazdasági)

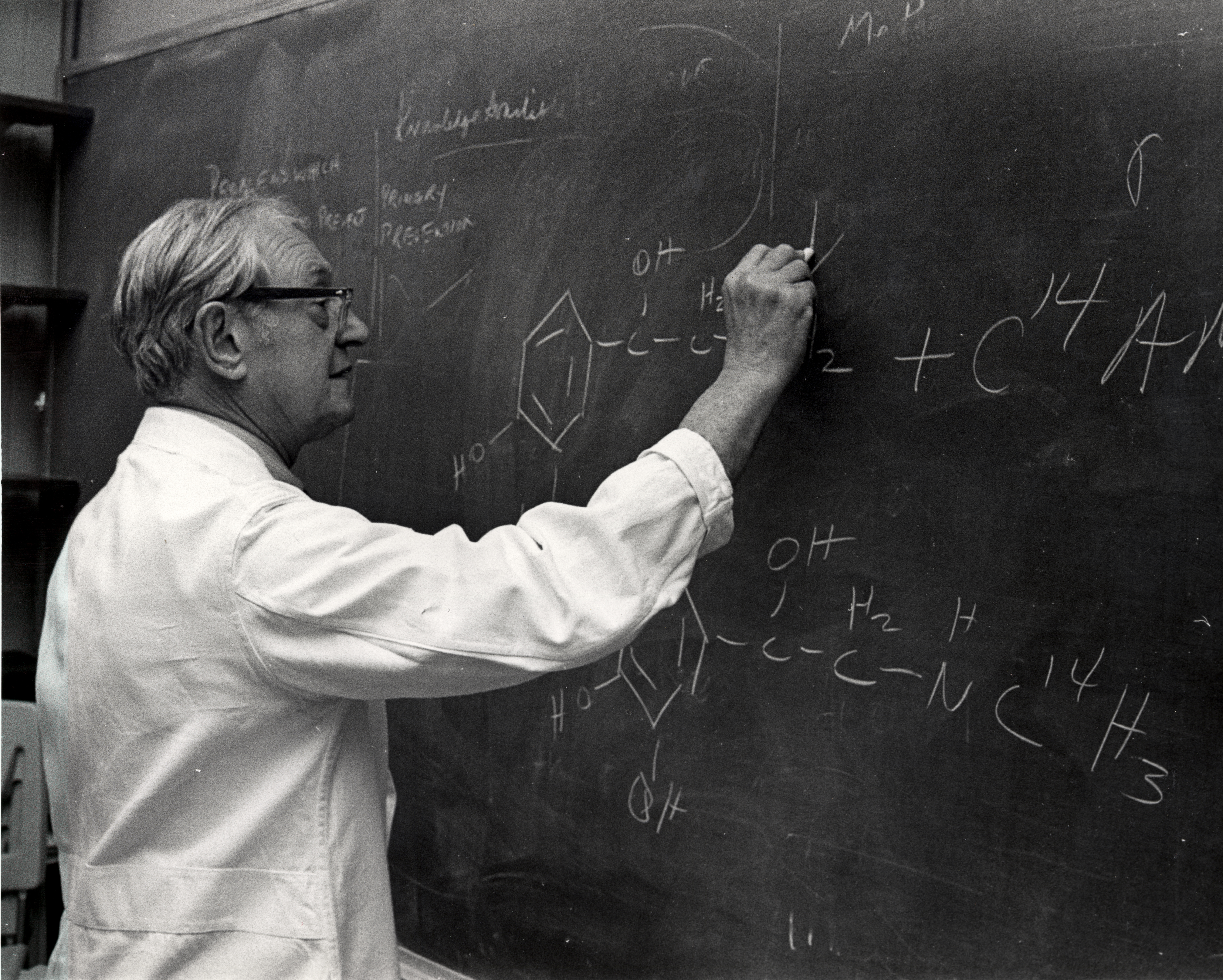
Julius Axelrod

7. James Heckman (közgazdasági)Julius Axelrod

### Díjazás előtt
1. Robert S. Mulliken (kémia)
2. Rudolph A. Marcus (kémia)
3. Avram Hersko (kémia)
4. Baruj Benacerraf (orvosi és fiziológiai)
5. Severo Ochoa (orvosi és fiziológiai)

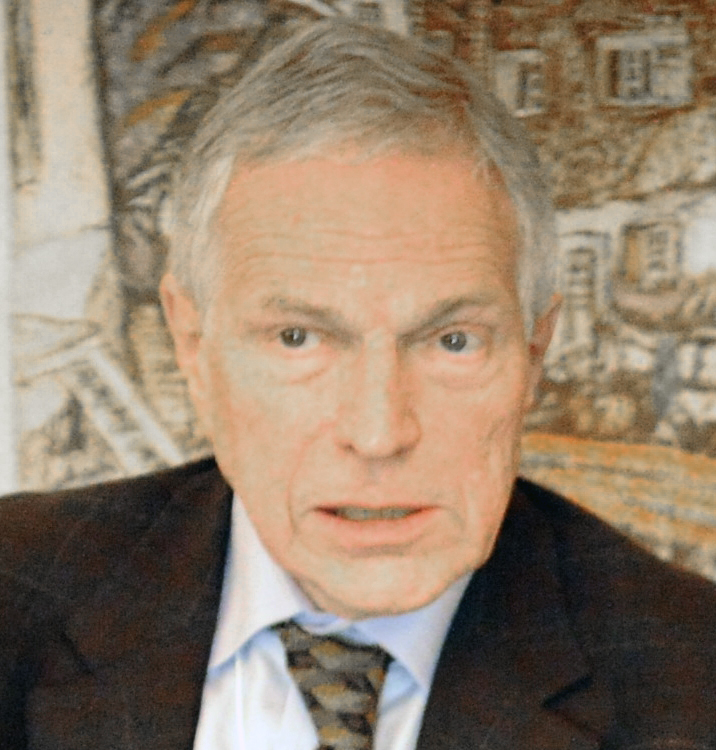
Edmund Phelps

6. Gunnar Myrdal (közgazdasági)
7. Robert Aumann (közgazdasági)
8. Robert F. Engle (közgazdasági)
9. Thomas J. Sargent (közgazdasági)
10. Tjalling Koopmans (közgazdasági)
11. Edmund Phelps (közgazdasági)Edmund Phelps

### Díjazást követően
1. Francis Crick (orvosi és fiziológiai)
2. Otto Loewi (orvosi és fiziológiai)
3. Edward C. Prescott (közgazdasági)
4. Paul Samuelson (közgazdasági)
5. Wassily Leontief (közgazdasági)
6. Joseph Brodsky (irodalmi)
7. Rudolf Christoph Eucken (irodalmi)
8. Saul Bellow (irodalmi)
9. Wole Soyinka (irodalmi)

## Oscar-díjasai

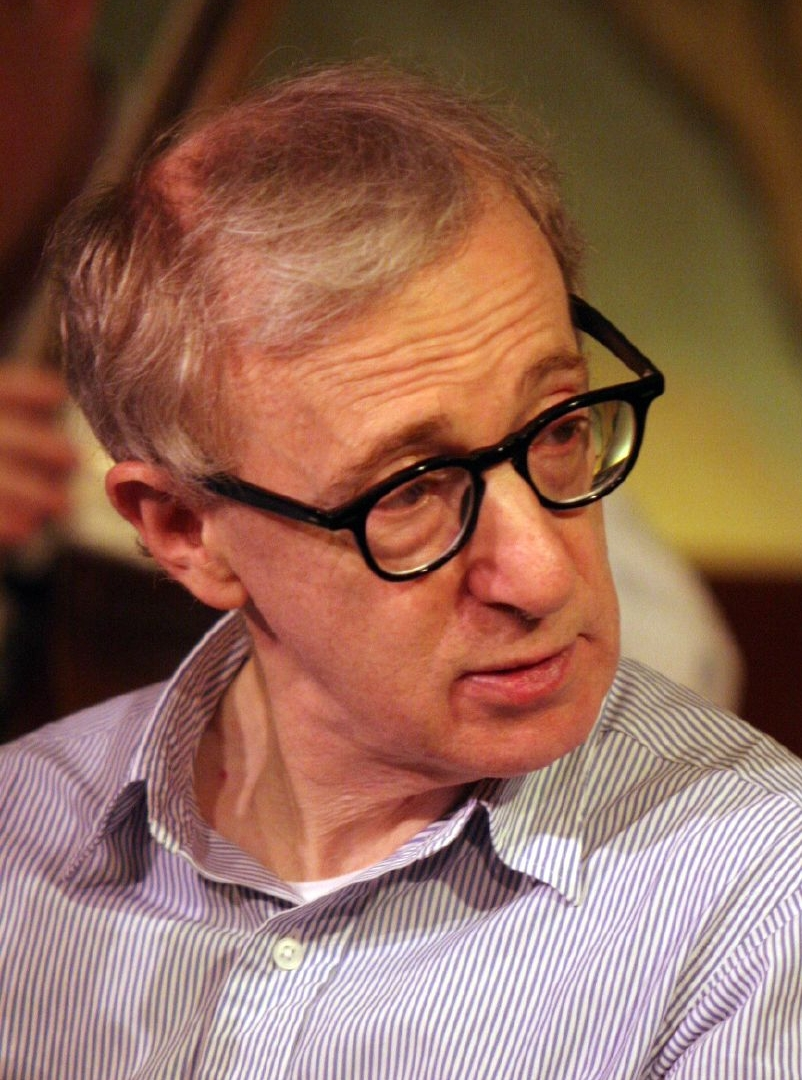
Woody Allen

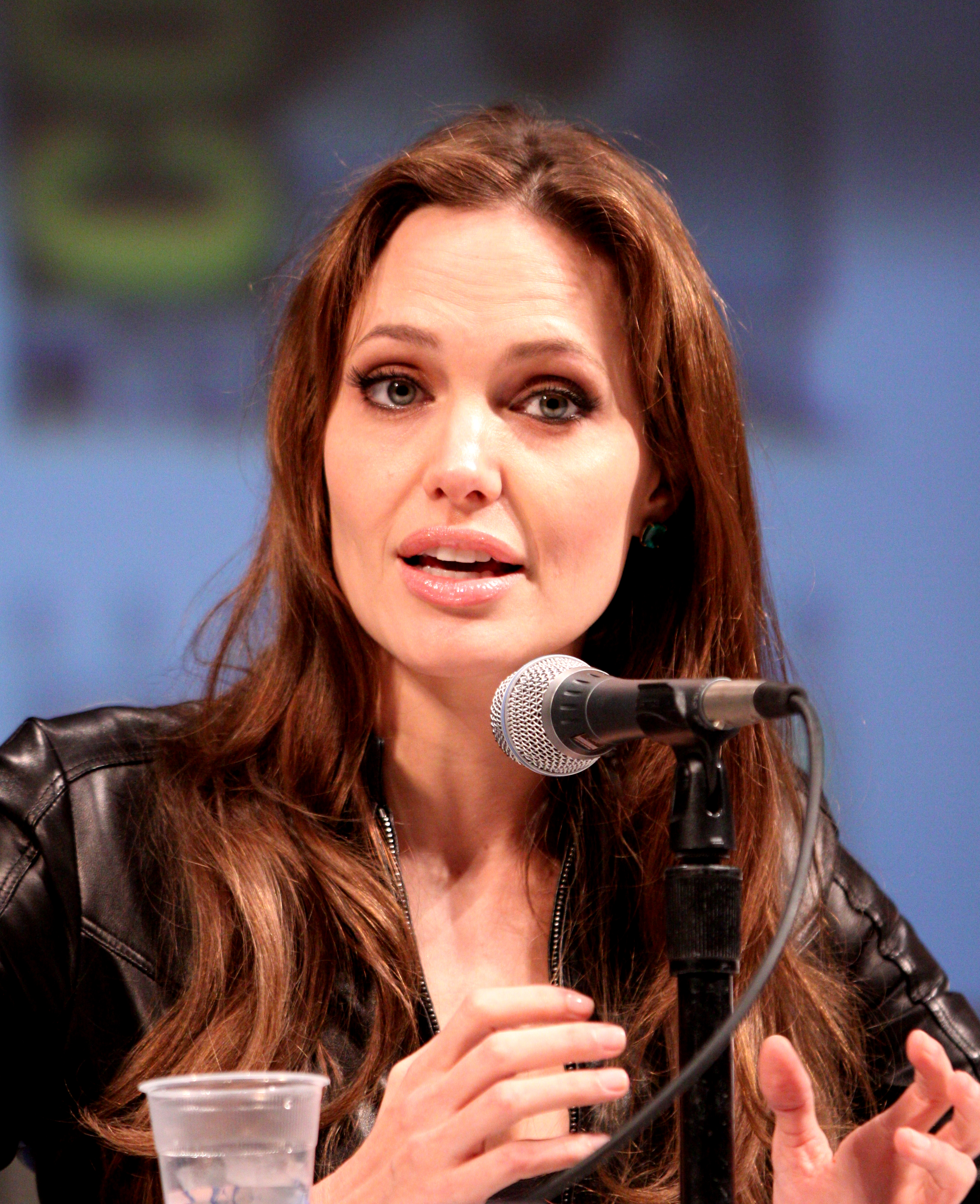
Angelina Jolie

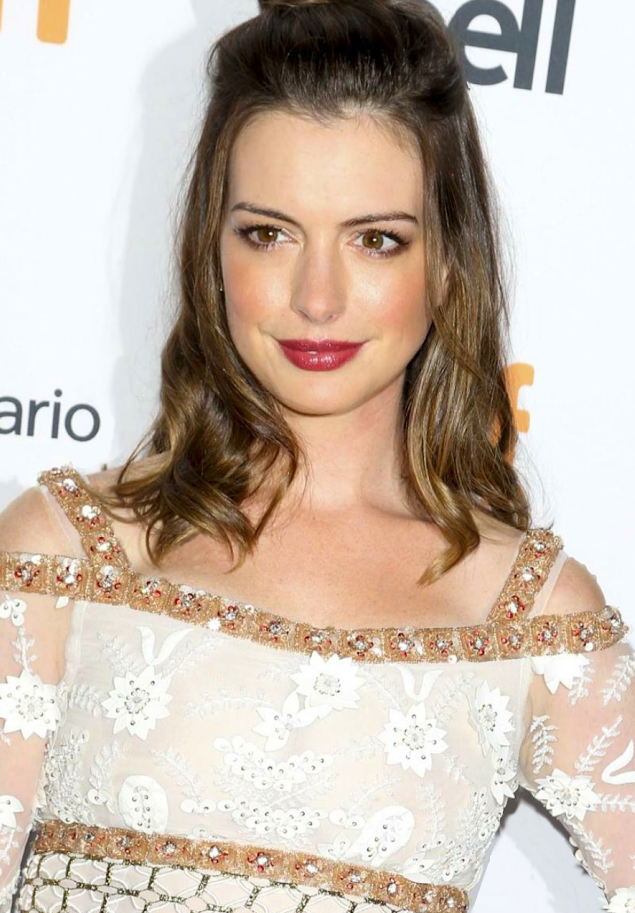
Anne Hathaway

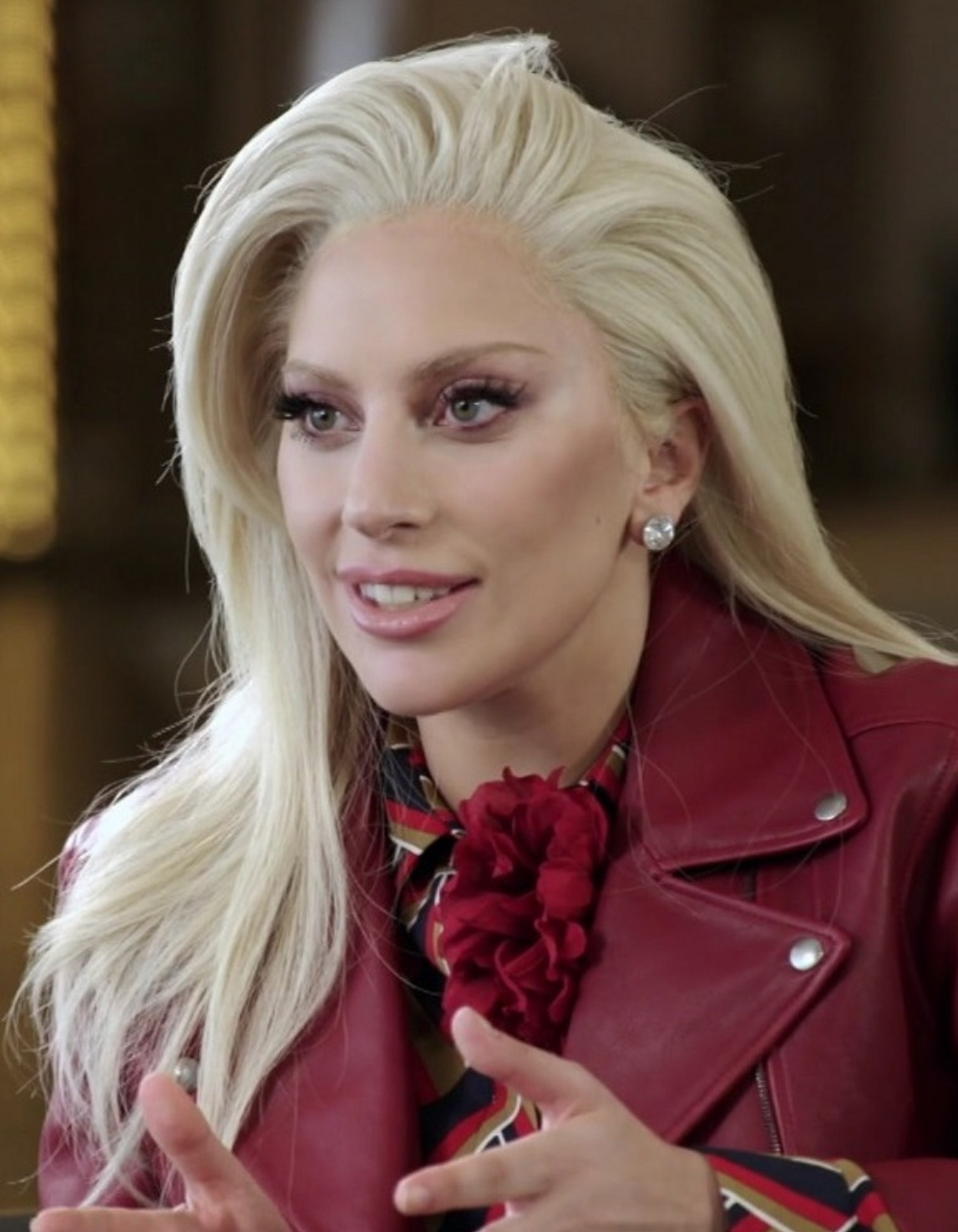
Lady Gaga

## Oscar-díjasai[5]
1. Woody Allen
2. Michael Arndt
3. Elmer Bernstein
4. Mark Bridges
5. James L. Brooks
6. John Canemaker
7. Joel Coen
8. Geoffrey Fletcher
9. Whoopi Goldberg
10. Louis Gossett Jr.
11. Anne Hathaway
12. Marcia Gay Harden
13. Bernard Herrmann
14. Lora Hirschberg
15. Philip Seymour Hoffman
16. Angelina Jolie
17. Burt Lancaster
18. Charlie Kaufman
19. Ang Lee
20. Luke Matheny
21. Alan Menken
22. Carole Bayer Sager
23. Thelma Schoonmaker
24. Martin Scorsese
25. John Patrick Shanley
26. Oliver Stone
27. Jim Taylor
28. Marisa Tomei
29. Kenneth Perlin
30. Paul Francis Webster
31. Victor J. Zolfo
32. Lady Gaga

## Neves egykori diákok
1. Jonas Edward Salk – a járványos gyermekbénulás elleni vakcinát fejlesztette ki
2. Jack Dorsey – a Twitter alapítója (a világ 8. leglátogatottabb weboldala)
3. John Harvey Kellog - a kukoricapehely egyik feltalálója
4. Robert Greifeld - a NASDAQ vezérigazgatója
5. Jamaszaki Minoru – a World Trade Center tervezője
6. Charles Ranlett Flint - az IBM alapítója
7. Neil Diamond - zenész
8. James Truslow Adams - az „amerikai álom” kifejezés feltalálója
9. Joseph Heller - a „22-es csapda” kifejezés feltalálója
10. Bill de Blasio- New York polgármestere
11. Adam Sandler - színész
12. Vince Gilligan - Breaking Bad – Totál szívás
13. Lady Gaga - Oscar-díjas, Emmy-díjas, kétszeres Golden Globe- és tizennégyszeres Grammy-díjas énekesnő, dalszerző, színésznő
14. Gonzalo Parra-Aranguren - Nemzetközi Bíróság bírója
15. Rick Rubin - háromszoros Grammy-díjas zenei producer
16. Ma Jing-csiu - a Kínai Köztársaság elnöke
17. Spike Lee - filmrendező
18. Ben Cohen - Ben&Jerrys egyik alapítója
19. Lee Morin - űrhajós
20. Alfred Vail - Morzekód feltalálója
21. Ursula Burns - Xerox vezérigazgatója
22. Aziz Ansari - színész és komikus
23. Thomas Buergenthal - Nemzetközi Bíróság bírója
24. Tom Ford - divattervező
25. J. D. Salinger- Rozsban a fogó (vagy Zabhegyező) írója

## Kapcsolódó linkek
1. http://www.nyu.edu/about/news-publications/news/2015/08/12/fast-facts-about-nyus-fall-2015-freshman-class.html
2. http://www.princetonreview.com/schools/1022976/college/new-york-university
3. http://cwur.org/2015/
4. https://www.timeshighereducation.co.uk/world-university-rankings/new-york-university?ranking-dataset=128776